# Греэм-Белл (аэродром)
Греэм-Белл — заброшенный военный аэродром на северной оконечности острова Греэм-Белл архипелага Земля Франца-Иосифа в Баренцевом море. Во времена СССР считался самым северным аэродромом в мире. Входит в состав Архангельской области. Находится на территории государственного природного заказника федерального значения «Земля Франца-Иосифа».

## История
История возникновения аэродрома неизвестна. Предположительно аэродром создан в 1950-х годах. Аэродром существовал во времена СССР. Части Российских вооруженных сил покинули его в 1993 году. После них остался ледовый аэродром, а также два военных поселка. В поселках некогда располагалась 30-я отдельная радиолокационная рота «Греэм-Белл» и отдельная авиационная комендатура.
Аэродром обеспечивал посадку самого крупного транспортного самолета Ан-124.
Авиакомендатура поддерживала ледовый аэродром в работоспособном состоянии. Полоса аэродрома была длинная, широкая, хорошо укатанная — ледяной «бетон». Края полосы представляли собой отвесные трехметровые стенки из спрессованного временем и морозом снега. Тогда аэродром ещё мог принимать тяжелые самолеты. После 1993 года — уже нет.
18 марта 1988 г. Виктор Георгиевич Пугачев на самолете Су-27УБ с системой дозаправки в группе с самолетами Су-27 авиации ПВО выполнил полет с посадкой на аэродром. Полет выполнен с целью показать возможность эксплуатации данного образца техники в высоких широтах.
В 2013 году в ходе работ по «Очистке Арктики» аэродром фактически уничтожен, осталось только несколько разрозненных элементов аэродромной инфраструктуры: РСП, СКП, средний привод, а также антенна РЛС, корпус самолета и авиадвигатель.
В конце 2010-х годов предполагалось восстановление аэродрома в ближайшее время.

## Происшествия
- 20 октября 1963 года в районе аэродрома потерпел катастрофу самолет Ил-14 Управления Полярной Авиации.

- 3 мая 1986 года при заходе на посадку столкнулся со снежным бруствером Ан-12 (СССР-12962). При попытке эвакуации через 9 дней самолет затонул[источник не указан 1067 дней].